# Hollow Water First Nation
Die Hollow Water First Nation ist eine der First Nations in der kanadischen Provinz Manitoba. Die Angehörigen des Stammes leben überwiegend in einem Reservat am Ostufer des Winnipegsees.
Von den 1.661 anerkannten Mitgliedern lebten 1046 im 1622,9 ha großen Reservat Hollow Water 10 Indian Reserve (Stand: März 2010). Mit Stand vom September 2018 gehörten 1.999 Menschen dem Stamm an, von denen 1.039 im eigenen Reservat lebten.
Ursprünglich lebten sie an den Ufern des Sees und auf den Inseln, vor allem auf Hecla Island, das sie die ‚Große Insel‘ nannten. Sie ist heute Teil des Hecla-Grindstone Provincial Park.

## Geschichte
Am Wanipigow Lake, auch Hollow Water Lake genannt, ließen sich etwa 6000 Jahre alte menschliche Spuren finden. Diese Wanipigow Lake Archaeological Site ist zudem eine der ältesten Stätten, an denen sich die Ernte von Wildreis nachweisen ließ, die um Christi Geburt einsetzte.
Auf der Insel Hecla und ihren Nachbarinseln im Winnipegsee, sowie auf dem umgebenden Festland, etwa an der Mündung des Rice River in den Winnipegsee, lebte die stark verstreute Island band, wie sie die britischen und kanadischen Behörden später bezeichneten. Sie geht, wie die meisten Gruppen in der Region, auf Zuwanderung aus dem Osten zurück, die vor rund 2000 Jahren stattfand. Diese Zuwanderer gehörten zu den Ojibwa. Sie brachten Tonwaren mit, von denen Ausgrabungen am Wanipigow Lake, oberhalb des Dorfes Wanipigow gelegen, die ältesten Artefakte in der Provinz zutage förderten. Zudem ernteten sie Wildreis, der bis heute eine wichtige Nahrungsgrundlage darstellt.
Aus der Zeit zwischen etwa 700 und 1640 stammen zahlreiche Scherbenfunde, die zugleich die intensivste Nutzung des Seegebiets kennzeichnen. Die Tonwaren ließen sich verschiedenen Phasen zuordnen, vor allem Blackduck, Selkirk und Sandy Lake.

### Vertrag Nr. 5 (1875) und Reservat
Wie die meisten Stämme Kanadas, so sollten die Indianer nach der Gründung Kanadas in ein Reservat ziehen, um weißen Siedlern Platz zu machen. Dazu wurden die sogenannten Numbered Treaties abgeschlossen, für die Indianer am Winnipegsee war dies Treaty Nr. 5 von 1875. 
Während der Verhandlungen forderte die Island band die heute Hecla Island genannte Insel, die einen Teil ihres traditionellen Gebietes ausmachte. Doch die Regierungsvertreter lehnten dies ab, es ist nicht überliefert, aus welchen Gründen. Stattdessen wurden die Indianer am Berens River und in Norway House (am Nordende des Winnipegsees) am 20. und 24. September 1875 dazu überredet, an den Hollow Water River zu ziehen, und auf ‚Big Island‘, wie sie es nannten, zu verzichten. Für die Island Band setzte Ka-tuk-e-pin-ais oder Hardisty sein Zeichen am 24. Juli 1876 unter den Vertrag. 
Die Situation war in mehrere Hinsicht kompliziert. Die staatlichen Unterhändler behaupteten, dass die Indianer, die seit 1870 annuities, Jahresgaben erhalten hatten, damit praktisch einen Vertrag anerkannt hätten, der sie zum Abzug in ein Reservat verpflichtete. Einige der Familien, unter ihnen Ka-tuk-e-pin-ais', hatten keine solchen Geldgaben erhalten. Von den 21 oder 22 Familien, die dem Stamm angehörten, lehnten zudem die meisten Ka-tuk-e-pin-ais als Unterzeichner ab. Einige wollten überhaupt keinen Vertrag unterzeichnen, der sie dazu zwang, ihre Insel aufzugeben. Da es zu keiner Einigung kam, wer zum Häuptling (chief) gewählt werden sollte, führte man eine Wahl durch, bei der Ka-tuk-e-pin-ais zum Ratgeber, Sa-ha-cha-way-ass von den Blood Vein aber zum Häuptling gewählt wurde. Offenbar hatte Ka-tuk-e-pin-ais angenommen, der Gouverneur habe ihm die Ernennung zum Chief zugesagt. Als die Regierungsvertreter ihm jedoch mitteilten, dies sei nicht der Fall, und dass man sich an die Mehrheitsentscheidung halten wolle, trat Ka-tuk-e-pin-ais von den Verhandlungen zurück. Wiederum nach Beratungen kehrte er zu den Unterhändlern zurück und sagte, die Mehrheit wolle von ihm die Vertragsunterzeichnung. Für die Island band sah der Vertrag jedoch ein Reservat am „Badthroat River“ vor, den heutigen Hollow Water River. Den Unterhändlern schien es nicht möglich, die fünf beteiligten Gruppen dazu zu veranlassen, in ein gemeinsames Reservat zu ziehen, obwohl sie wohl Instruktion hatten, das Auseinanderbrechen der größeren Einheiten zu verhindern.
Am nächsten Tag wurden von 9 bis 16 Uhr die zugesagten Jahresgaben ausgeteilt, die die Unterhändler als Geschenke betrachten. In einem Zusatz zum Vertrag heißt es: „We, the Band of Saulteaux Indians residing at or near the Big Island and the other islands in Lake Winnipeg, and also on the shores thereof, having had communication of the aforesaid treaty, of which a true copy is hereunto annexed, hereby, and in consideration of the provisions of the said treaty being extended to us, transfer, surrender, and relinquish to Her Majesty the Queen, Her heirs and successors, to and for the use of the Government of Canada, all our right, title and privileges whatsoever, which we have or enjoy in the territory described in the said treaty, and every part thereof, to have and to hold to the use of Her Majesty the Queen, and Her heirs and successors forever.“ 
Im Gegenzug sagten Thomas Howard und John Lestock Reiddie, die Vertreter der Königin, zu, 160 Acre Land für jede fünfköpfige Familie – mit Ab- oder Zuschlägen für jede von dieser Zahl abweichende Größe – zu geben. Es sollte auf diese Art ein angemessenes Reservat entstehen. Dies sollte so schnell wie durchführbar durch einen Regierungsvertreter geschehen.
Ende der 1870er Jahre zogen einige Angehörige der Island band von Doghead nach Loon Straits am Ostufer des Winnipegsees, wo sie Gartenbau betrieben. 

### Isländer, Fortbestehen der traditionellen Lebensweise
Ab 1876 zogen Isländer auf die ehemalige Hauptinsel der Indianer. In den Jahren 2000 bis 2002 wurden unter Beteiligung eines der Älteren des Stammes und von 9 Schülern archäologische Untersuchungen angestellt, die vor allem am Rice Lake und am Beaver Creek mehr als 20 archäologische Stätten entdeckten. Dabei konnte belegt werden, dass es außerhalb der Plätze, an denen man mit Funden rechnen konnte, also an Flüssen, Seen und Portagen, praktisch keine archäologisch relevanten Funde gibt. Zudem ließ sich zeigen, dass die Gruppen in den borealen Gebieten ihre Lebensweise kaum veränderten, als die Europäer in die Region kamen, allerdings nahmen die Wanderbewegungen zwischen den traditionell genutzten Stellen und den neuen Siedlungen zu.

### Aktuelle Situation
Im März 2010 besetzten 40 Großmütter, in der Sprache der Ojibwa kookums, das Stammesbüro, um gegen die Vermischung von Stammes- und Unternehmensfinanzen zu protestieren, und gegen die Weigerung des Häuptlings Larry Barker und seiner Räte, Auskunft über die Finanzen des Stammes zu geben. Dazu entzündeten sie am 10. März heilige Feuer vor dem Büro und errichteten ein Tipi. Beratungen mit dem Department of Indian Affairs and Northern Development sind vorgesehen.